# Wildwood (Alberta)
Pour les articles homonymes, voir Wildwood.
Wildwood est un hameau (hamlet) du Comté de Yellowhead, situé dans la province canadienne d'Alberta.

## Démographie
En tant que localité désignée dans le recensement de 2011, Wildwood a une population de 294 habitants dans 149 de ses 167 logements, soit une variation de 6.1% par rapport à la population de 2006. Avec une superficie de 0,891 4 km2, le hameau possède une densité de population de 329,818 3 hab/km2 en 2011.
Concernant le recensement de 2006, Wildwood abritait 277 habitants dans 132 de ses 142 logements. Avec une superficie de 0,891 4 km2, le hameau possédait une densité de population de 310,7 hab/km2 en 2006.